# Newag Griffin

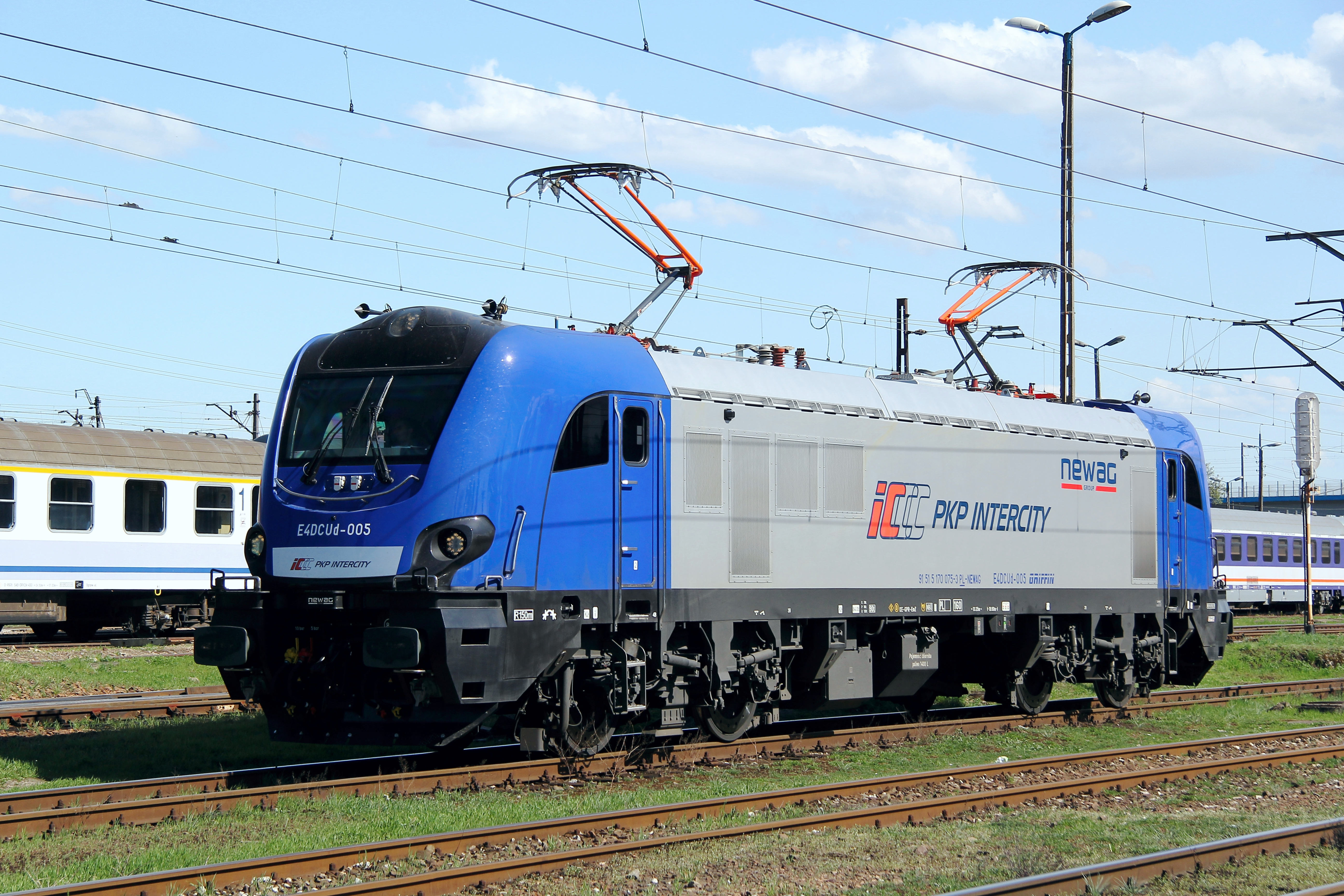
Elektrická lokomotiva Newag Griffin E4DCU

Newag Grifin je rodina čtyřnápravových lokomotiv polského výrobce Newag vyráběná od roku 2012. Jednotlivé verze se liší počtem napájecích systémů, kterými může být lokomotiva napájena. Kromě elektrických verzí bude existovat i dieselová. Původní obchodní označení lokomotiv bylo Elephant a až později bylo změněno na Griffin.

## Historie
První představení lokomotivy E4MSU proběhlo 18. září 2012 na veletrhu InnoTrans v Berlíně. Od konce dubna 2013 proběhly testy lokomotivy v Polsku, nejdříve na zkušebním okruhu, od května 2013 i na síti PKP PLK. Od 18. do 31. července byla lokomotiva testována v čele nákladních vlaků dopravce PKP Cargo se zátěží až 3 440 t. V srpnu 2013 proběhly testy na Železničním zkušebním okruhu Cerhenice, kde lokomotiva byla otestována na střídavých napájecích soustavách 25 kV 50 Hz a 15 kV 16,7 Hz.
Byla avizována rovněž výroba prototypu třísystémové lokomotivy E4MSP pro rychlost 200 km/h. Prototyp měl být hotov do konce roku 2013, ale nestalo se tak.
V prosinci 2015 byl mezi Newagem s polským dopravcem Lotos Kolej uzavřen kontrakt na sedmiletý pronájem pěti stejnosměrných Griffinů včetně jejich údržby. Výroba byla financována společností ING Lease, která se stala majitelem lokomotiv. Lokomotivy označené E4DCUd byly postupně dokončovány během roku 2017, oficiální představení proběhlo na veletrhu Trako, který proběhl v září 2017 v Gdańsku. Lotos však lokomotivy odmítl převzít, neboť podle názoru společnosti lokomotivy nebyly schopny kvůli chybějící palubní části zabezpečovače ETCS plnohodnotného provozu. Newag následně od smlouvy odstoupil a lokomotivy odkoupil. Od února 2018 jsou tři z těchto lokomotiv ve dvouletém pronájmu u dopravce ORLEN KolTrans. Zbývající dva stroje si pronajme PKP Intercity.

## Technické informace
Newag Griffin je rodina čtyřnápravových lokomotiv s průjezdním obrysem definovaným normou UIC 505-1. Celková délka lokomotivy je 19 700 mm. Je určena do čela vlaků o hmotnosti do 3 200 t. Regulace výkonu je provedena pomocí IGBT tranzistorů. Lokomotivy jsou připraveny na instalaci ERTMS a GSM-R.
Verze E4DCUd představená v roce 2017 je určena pro provoz na tratích elektrizovaných stejnosměrnou soustavou 3 kV. Její maximální rychlost činí 160 km/h, hmotnost je 79 tun. Jmenovitý výkon lokomotivy je 6,4 MW, navíc je vybavena pomocným spalovacím motorem o jmenovitém výkonu 420 kW.

### Verze
Existují plány na sedm verzí těchto lokomotivy, které se primárně liší napájecími soustavami a nejvyšší povolenou rychlostí.
| Řada  | Trakce                                 | Výkon [kW] | Max. rychlost [km/h] | Tažná síla [kN] | Hmotnost [t] |
| ----- | -------------------------------------- | ---------- | -------------------- | --------------- | ------------ |
| E4DCU | 3 kV =                                 | 5 600      | 160                  | 310             | 74           |
| E4DCP | 3 kV =                                 | 5 600      | 200                  | 310             | 74           |
| E4ACU | 25 kV ~ 50 Hz, 15 kV ~ 16,7 Hz         | 5 600      | 160                  | 310             | 84           |
| E4ACP | 25 kV ~ 50 Hz, 15 kV ~ 16,7 Hz         | 5 600      | 200                  | 310             | 84           |
| E4MSU | 3 kV =, 25 kV ~ 50 Hz, 15 kV ~ 16,7 Hz | 5 600      | 160                  | 310             | 88           |
| E4MSP | 3 kV =, 25 kV ~ 50 Hz, 15 kV ~ 16,7 Hz | 5 600      | 200                  | 310             | 88           |
| D4MSU | Dieselová                              | 2 300      | 140                  | 248             | 79           |